# Ярёменко, Василий Сергеевич

Надгробный памятник на Лычаковском кладбище во Львове

Васи́лий Серге́евич Ярёменко (укр. Василь Сергійович Яре́менко; 1895—1976) — украинский советский актёр. Народный артист СССР (1954). Лауреат Сталинской премии третьей степени (1950).

## Биография
Василий Ярёменко родился 20 октября (1 ноября) 1895 года в селе Рогинцы Российской империи (ныне Роменского района Сумской области Украины).
Сценическую деятельность начал в 1918 году в украинском театре в Ромнах. Здесь же в 1921 году окончил театральную студию под руководством И. П. Кавалеридзе.
С 1922 года — один из основателей и актёр Украинского драматического театра им. М. Заньковецкой, созданного на базе Народного театра (Киев). В 1923 году вместе с театром выехал из Киева на долговременные гастроли, с 1931 — в Запорожье, с 1944 — во Львове.
Автор воспоминаний о А. П. Затыркевич-Карпинской.
Член ВКП(б) с 1940 года.
Умер 6 марта 1976 года во Львове. Похоронен на Лычаковском кладбище.

## Награды и звания
- Заслуженный артист Украинской ССР (1940)
- Народный артист Украинской ССР (1947)
- Народный артист СССР (1954)
- Сталинская премия третьей степени (1950) — за исполнение роли Петрушенко в спектакле «На большую землю» А. Ф. Хижняка.
- Орден Октябрьской Революции (1975)
- Орден Трудового Красного Знамени (1960)
- Орден «Знак Почёта» (1947)
- 1 орден
- Медаль «За доблестный труд в Великой Отечественной войне 1941—1945 гг.»
- Медали

## Роли в театре
- 1925 — «Украденное счастье» И. Я. Франко — Гурман
- 1926 — «Отелло» У. Шекспира — Яго
- 1927 — «Ревизор» Н. В. Гоголя — Городничий
- 1928 — «Гайдамаки» по Т. Г. Шевченко — Гонта
- 1928 — «Любовь Яровая» К. А. Тренёва — Роман Кошкин
- 1929 — «Диктатура» И. К. Микитенко — Дударь
- 1933 — «Гибель эскадры» А. Е. Корнейчука — Стрыжень
- 1935 — «Песня о Свечке» И. А. Кочерги — Иван Свечка
- 1937 — «Правда» А. Е. Корнейчука — Тарас Голота
- 1941 — «Пархоменко» по В. В. Иванову — А. Я. Пархоменко
- 1941 — «Шельменко-денщик» Г. Ф. Квитки-Основьяненко — Шельменко
- 1942 — «Назар Стодоля» Т. Г. Шевченко — Гнат
- 1945 — «Мужицкий посол» Л. И. Смелянского — Франко
- 1948 — «Макар Дубрава» А. Е. Корнейчука — Макар Иванович Дубрава
- 1950 — «На большую землю» А. Ф. Хижняка — Петрушенко
- 1950 — «Бурлак» И. К. Карпенко-Карого — Опанас
- 1952 — «Любовь на рассвете» Я. А. Галана — Воркалюк
- 1952 — «Тарас Бульба» по Н. В. Гоголю — Тарас
- 1954 — «Сон князя Святослава» И. Я. Франко — Овлур
- 1957 — «Савва Чалый» И. К. Карпенко-Карого — Гнат Голый
- 1958 — «Весёлка» Н. Я. Зарудного — Кряж
- 1959 — «Имя» И. А. Кочерги — Забрамский
- 1961 — «Бондаривна» И. К. Карпенко-Карого — Бондарь
- 1961 — «Невольник» М. Л. Кропивницкого — Коваль
- 1965 — «Марина» Н. Я. Зарудного — Денис Варта
- «В пуще» Л. Украинки — Годвинсон
- «Богдан Хмельницький» А. Е. Корнейчука — Богдан Хмельницький

## Роли в кино
- 1954 — Назар Стодоля (фильм-спектакль) — Кобзарь
- 1956 — Кровавый рассвет — староста